# East End (Londen)

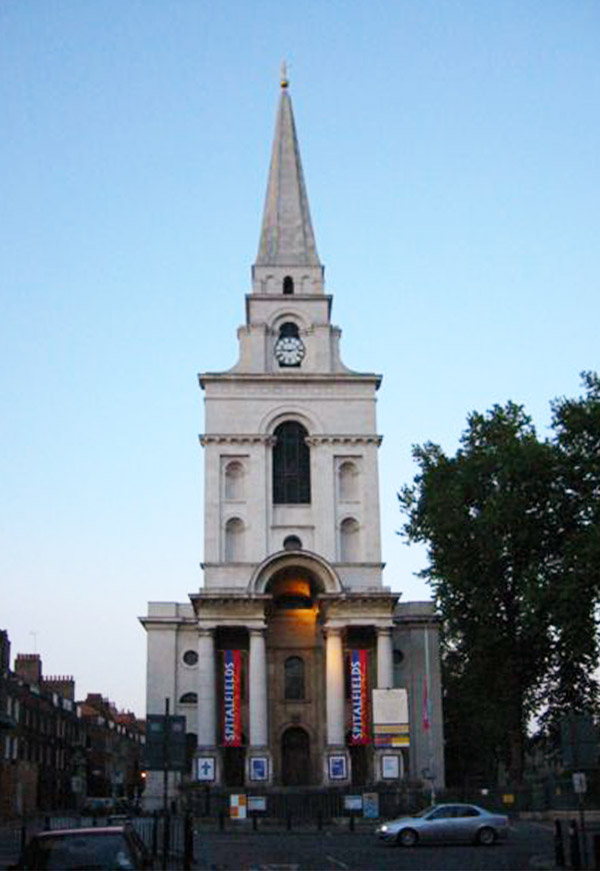
Christ Church, Spitalfields

East End (ook East End of London) is een wijk in Londen, Engeland, ten oosten van de middeleeuwse vesting van de City of London en ten noorden van de Theems, al is de wijk niet door algemeen geaccepteerde grenzen afgebakend. East End ontstond in de laatste decennia van de 19e eeuw toen door overbevolking de armere mensen en immigranten zich in het gebied vestigden.
Met name door de uitbreiding van de haven (bouw van St Katharine Docks) in 1827 en de spoorwegterminals (1840–1875) verdwenen de onderkomens van de armsten en trokken zij van de rivier weg, noordelijk naar East End.
In de Tweede Wereldoorlog is East End voor een groot deel verwoest bij de bombardementen op Londen.
De soap EastEnders speelt zich af in deze wijk, net als de serie Call the Midwife.